# Rezervă de forțe (militare)
O rezervă de forțe militare reprezintă o grupare de forțe militare destinată angajării ulterioare într-o operație sau luptă. Aceste forțe de rezervă nu sunt angajate inițial în luptă, fiind menținute la dispoziție în vederea folosirii lor la timpul și la locul potrivit, astfel încât să poată consolida pozițiile proprii, să ocupe un loc amenințat de o nouă grupare inamică, să absoarbă forța unei lovituri inamice sau să poată executa un contraatac la nevoie, să poată exploata un succes sau să asigure îndeplinirea misiunii, ori să intervină în situații critice neprevăzute.
Forțele de rezervă aparțin grupării operaționale și sunt incluse în dispozitivul acțional, fiind necesar să fie puternice și să dispună de mijloace care să le permită o mobilitate crescută. Ele se constituie în funcție de forțele și mijloacele existente, de complexitatea situației și de caracteristicile terenului. Ele se dispun în adâncimea dispozitivului, în zone capabile să asigure atât protecția față de loviturile inamicului cât și ajungerea rapidă în zonele operaționale, cu scopul de a executa manevre oportune.
Există mai multe categorii de rezerve de forțe militare: rezervă tactică, rezervă operațională și rezervă strategică.